# Johannes Plücker (Politiker, 1711)
Johann Plücker (* 2. Dezember 1711 in Elberfeld (heute Stadtteil von Wuppertal); † 20. April 1780 ebenda) war ein deutscher Kaufmann, Politiker und Bürgermeister von Elberfeld.
Plücker wurde als Sohn des Kaufmanns und mehrfachen Ratsabgeordneten Karl Jakob Plücker (1689–1741) und dessen Frau Anna Gertrud auf der Heyden (1692–1775) geboren und am 2. Dezember 1711 getauft. Sein Großvater väterlicherseits, Johannes Plücker (1656–1709) war 1688 Bürgermeister von Elberfeld gewesen, genau wie dessen Vater Johannes Plücker (1628–1680) 1679 Bürgermeister war. Genau wie der Großvater mütterlicherseits Johann Wilhelm auf der Heyden (1661–1748) und beide Urgroßväter von Seiten Plückers Mutter alle Bürgermeister von Elberfeld waren.
Plücker selbst war ebenfalls zunächst Kaufmann in Elberfeld, als er 1759 und 1760 erstmals in den Rat der Stadt gewählt wurde. Im Jahr 1764 wurde er erstmals für das Amt des Bürgermeisters von Elberfeld vorgeschlagen, aber erst beim zweiten Mal 1767 zum Bürgermeister gewählt. Im Jahr darauf war er Stadtrichter und danach von 1769 bis 1772 nochmal Ratsverwandter zu Elberfeld.
Er war mit Wilhelmina von Carnap (1726–1790) verheiratet, mit der er sieben Kinder hatte, vier Söhne und drei Töchter.